# عسغر أباد (خوي)
عسغر أباد هي قرية في مقاطعة خوي، إيران. يقدر عدد سكانها بـ 199 نسمة بحسب إحصاء 2016.